# سبنسر س. تاكر
سبنسر س. تاكر (بالإنجليزية: Spencer C. Tucker)‏ هو كاتب أمريكي، ولد في 20 سبتمبر 1937 في بوفالو في الولايات المتحدة.